# Furanolactone
Furanolactone sind chemische Verbindungen aus der Klasse der Naturstoffe. Sie weisen sowohl einen Furanring als Rest auf, als auch die funktionelle Gruppe der Lactone.

## Vertreter
Die Verbindungen der Furanolactone kommen ausschließlich in sehr komplexen chemischen Strukturen vor. Bekannte Vertreter dieser Stoffklasse sind:
- die Salvinorine[1], wie z. B. Salvinorin A
- Columbin
- die Limonoide, wie z. B. Limonin

| Salvinorin A | Columbin | Limonin |

## Vorkommen
Wie viele Naturstoffe kommen diese Verbindungen in den Bestandteilen zahlreicher Pflanzen vor. So kommt Limonin beispielsweise in Orangenkernen vor und Columbin ist Bestandteil der Calumbae Radix.